# Stenella canavaliae
Stenella canavaliae är en svampart som först beskrevs av Syd. & P. Syd., och fick sitt nu gällande namn av Deighton 1971. Stenella canavaliae ingår i släktet Stenella, och familjen Mycosphaerellaceae. Inga underarter finns listade i Catalogue of Life.